# TNCニュース
『TNCニュース』（ティーエヌシーニュース）は、福岡県福岡市に本社を置く同県のFNN系列局、テレビ西日本で生放送されているローカルニュース番組。関西テレビや東海テレビと同様に、多くのフジテレビ発のニュースが独自タイトルに差し替えられる。

## 放送時間
- 2024年現在、TNCニュースとして放送されているのは日曜の朝だけである（かつて放送されていた枠については、番宣番組「ロックに。自由に。TNC」→「ピタッと。TNC」を放送）。その他、放送地域内での政令指定都市の市長選挙等があるときは速報番組として放送される。

### 現在
- 日曜日 6:00 - 6:10

### 過去

#### 毎日
- 金曜・日曜以外 20:54 - 21:00
- 金曜日 21:49 - 21:55
- 日曜日 『ニチファミ!』内包のため時間不定（非内包時は20:54 - 21:00）

『THE NEWSα Pick』タイトル差し替え、特番編成時には繰り下げあり ※ただし、緊急ニュース発生時にはテレビ西日本からニュースを伝える。
- 日曜日は、2015年10月4日から単発枠の『日曜ファミリア』が開始したため、同番組内に内包。2016年4月17日からは同番組が19:00 - 20:54までに短縮及び21:00からドラマ枠設定のため[1]、再び独立番組に戻ったが、2017年9月に『フルタチさん』及びドラマ枠終了に伴い再び単発特番枠『ニチファミ!』が編成されたことから、同番組内包となる。
- 2017年1月27日より、フジテレビの金曜ゴールデンタイムの番組改編（『金曜プレミアム』と『ダウンタウンなう』の時間入れ替え）に伴う『ユアタイム クイック』放送時間変更のため、金曜のみ21:49 - 21:55に変更となった[2]。

『THE NEWSα Pick』が2018年3月31日で終了となるのと同時にフジテレビでのスポットニュース枠が廃止になったのに伴い、2018年4月1日以降は放送されていない。

#### 日曜日
- 14:55 - 15:00 （『KEIBA BEAT』拡大時には25分繰り上げ＝14:30 - 14:35）

2018年3月25日終了。

## タイトル差し替え
- FNNニュース（日曜日朝のニュース『TNC NEWS テレビ西日本』）
  - 年末年始はタイトルを差し替えせず、そのまま放送。
  - 2016年3月27日までの日曜最終版も『TNC NEWS テレビ西日本』として放送。
  - 2016年3月26日までの土曜日深夜は『LIVE20xx ニュース&すぽると!』（xxは放送される年）とコンプレックス扱いになっていたためタイトルの差し替えは無かった。

### 過去に放送された番組
※過去にローカルニュースが放送されていた番組と、タイトルの差し替えが行われた番組。1980年代以降、ワイドニュースにおいてもタイトルを差し替えるケースが目立っていた。現在では減っている。
朝
| 期間      | 期間      | 月曜 - 金曜             | 土曜                     | 日曜                    |
| --------- | --------- | ----------------------- | ------------------------ | ----------------------- |
| 1966.10.3 | 1968.9.29 | FNNテレビ朝刊           | FNNテレビ朝刊            | FNNテレビ朝刊           |
| 1968.9.30 | 1969.9.28 | FNNテレビ朝刊           | FNNテレビ朝刊            | （放送なし）            |
| 1969.9.29 | 1975.9.30 | FNNテレビ朝刊           | FNNテレビ朝刊            | FNNテレビ朝刊           |
| 1975.10.1 | 1977.3.31 | FNNニュース7:30         | FNNテレビ朝刊            | FNNテレビ朝刊           |
| 1977.4.1  | 1982.3.31 | FNNテレビ朝刊           | FNNテレビ朝刊            | FNNテレビ朝刊           |
| 1982.4.1  | 1986.3.31 | TNCモーニングワイド     | サンケイテレニュースFNN  | サンケイテレニュースFNN |
| 1986.4.1  | 1988.5.22 | TNCモーニングコール     | サンケイテレニュースFNN  | サンケイテレニュースFNN |
| 1988.5.23 | 1990.4.1  | TNCモーニングコール     | 産経テレニュースFNN      | 産経テレニュースFNN     |
| 1990.4.2  | 1991.4.7  | FNN朝駆け第一報!        | 産経テレニュースFNN      | 産経テレニュースFNN     |
| 1991.4.8  | 1993.3.31 | FNN World Uplink        | 産経テレニュースFNN      | 産経テレニュースFNN     |
| 1993.4.1  | 1994.3.31 | FNN おはよう!サンライズ | 産経テレニュースFNN      | 産経テレニュースFNN     |
| 1994.4.1  | 1997.9.28 | めざましテレビ          | 産経テレニュースFNN      | 産経テレニュースFNN     |
| 1997.9.29 | 1998.3.29 | めざましテレビ          | めざましテレビ週末号     | 産経テレニュースFNN     |
| 1998.3.30 | 2000.3.26 | めざましテレビ          | FNNニュース・土曜朝一番! | 産経テレニュースFNN     |
| 2000.3.27 | 2003.9.28 | めざましテレビ          | FNNニュース              | 産経テレニュースFNN     |
| 2003.9.29 | 2016.3.27 | めざましテレビ          | めざましどようび         | 産経テレニュースFNN     |
| 2016.3.28 | 現在      | めざましテレビ          | めざましどようび         | FNNニュース             |

昼
| 期間      | 期間      | 月曜 - 金曜                | 土曜                       | 日曜                       |
| --------- | --------- | -------------------------- | -------------------------- | -------------------------- |
| 1966.10.1 | 1975.9.30 | 西日本新聞ニュース         | 西日本新聞ニュース         | 西日本新聞ニュース         |
| 1975.10.1 | 1977.3.31 | FNNニュース12:00           | 西日本新聞ニュース         | 西日本新聞ニュース         |
| 1977.4.1  | 1982.3.31 | サンケイテレニュースFNN    | 西日本新聞ニュース         | 西日本新聞ニュース         |
| 1982.4.1  | 1987.9.30 | TNCニュースレポート11:30   | 西日本新聞ニュース         | 西日本新聞ニュース         |
| 1987.10.1 | 1992.3.29 | TNCスピーク                | 西日本新聞ニュース         | 西日本新聞ニュース         |
| 1992.3.30 | 2016.3.27 | TNCスピーク                | TNCスピーク                | 西日本新聞ニュース         |
| 2016.3.28 | 2018.4.1  | TNCスピーク                | FNNスピークWeekend         | FNNスピークWeekend         |
| 2018.4.2  | 2019.3.31 | FNNプライムニュース デイズ | FNNプライムニュース デイズ | FNNプライムニュース デイズ |
| 2019.4.1  | 現在      | FNN Live News days         | FNN Live News days         | FNN Live News days         |

午後
| 期間      | 期間      | 番組名                  |
| --------- | --------- | ----------------------- |
| 1966.4.1  | 1966.9.30 | 産経奥さまニュース FNN  |
| 1966.10.3 | 1982.3.31 | FNN奥さまニュース       |
| 1982.4.1  | 1993.9.30 | サンケイテレニュースFNN |
| 1993.10.1 | 1994.9.30 | FNNニュース             |
| 1994.10.3 | 1995.9.29 | FNNニュース2:00         |
| 1995.10.2 | 1997.3.28 | FNN Five to 4:00        |
| 1997.3.31 | 1999.3.31 | FNNニュース3:50         |

夕方
| 期間      | 期間      | 月曜 - 金曜                                     | 土曜                           | 日曜                           |
| --------- | --------- | ----------------------------------------------- | ------------------------------ | ------------------------------ |
| 1965.10.8 | 1966.10.2 | （放送なし）                                    | （放送なし）                   | FNNテレビ日曜夕刊              |
| 1966.10.3 | 1970.10.4 | FNNニュース                                     | FNNニュース                    | FNNテレビ日曜夕刊              |
| 1970.10.5 | 1975.9.28 | FNNニュース6:30                                 | FNNニュース6:30                | FNNテレビ日曜夕刊              |
| 1975.9.29 | 1978.10.1 | FNNニュース6:30                                 | FNNテレビ土曜夕刊              | FNNテレビ日曜夕刊              |
| 1978.10.2 | 1980.3.30 | FNNニュースレポート6:00 テレポートTNC           | FNNテレビ土曜夕刊              | FNNテレビ日曜夕刊              |
| 1980.3.31 | 1984.9.30 | FNNニュースレポート6:00 テレポートTNC           | TNCニュースレポート5:30        | TNCニュースレポート5:30        |
| 1984.10.1 | 1985.3.31 | TNCスーパータイム NEWS&SPORTS                   | TNCニュースレポート5:30        | TNCニュースレポート5:30        |
| 1985.4.1  | 1997.3.30 | TNCスーパータイム NEWS&SPORTS                   | TNCスーパータイム NEWS&SPORTS  | TNCスーパータイム NEWS&SPORTS  |
| 1997.3.31 | 1998.3.29 | TNC NEWS ザ・ヒューマン                         | TNC NEWS ザ・ヒューマン        | TNC NEWS ザ・ヒューマン        |
| 1998.3.30 | 2001.4.1  | TNCスーパーニュース FNN                         | TNCスーパーニュース FNN        | TNCスーパーニュース FNN        |
| 2001.4.2  | 2009.3.29 | TNCスーパーニュース FNN                         | TNCスーパーニュースWEEKEND     | TNCスーパーニュースWEEKEND     |
| 2009.3.30 | 2010.3.28 | FNNハチナビ スーパーニュース                    | TNCスーパーニュースWEEKEND     | TNCスーパーニュースWEEKEND     |
| 2010.3.29 | 2012.4.1  | ハチナビプラス TNCスーパーニュースFNN           | TNCスーパーニュースWEEKEND     | TNCスーパーニュースWEEKEND     |
| 2012.4.2  | 2015.3.29 | TNCスーパーニュース FNN                         | TNCスーパーニュースWEEKEND     | TNCスーパーニュースWEEKEND     |
| 2015.3.30 | 2016.4.3  | TNC 5時のニュース TNC 6時のニュース             | TNC みんなのニュース Weekend   | TNC みんなのニュース Weekend   |
| 2016.4.4  | 2018.4.1  | みんなのニュース 福岡                           | TNC みんなのニュース Weekend   | TNC みんなのニュース Weekend   |
| 2018.4.2  | 2019.3.31 | プライムニュース イブニング ももち浜S特報ライブ | FNNプライムニュース イブニング | FNNプライムニュース イブニング |
| 2019.4.1  | 2020.9.27 | ももち浜S特報ライブ                             | FNN Live News it!              | FNN Live News it!              |
| 2020.9.28 | 2022.4.3  | ももち浜S特報ライブ                             | FNN Live News イット!          | FNN Live News イット!          |
| 2022.4.4  | 現在      | 報道ワイド 記者のチカラ                         | FNN Live News イット!          | FNN Live News イット!          |

夜
| 期間      | 期間      | 20:54                   | 深夜                               | 深夜                                 | 深夜                                 |
| 期間      | 期間      | 20:54                   | 月曜 - 金曜                        | 土曜                                 | 日曜                                 |
| --------- | --------- | ----------------------- | ---------------------------------- | ------------------------------------ | ------------------------------------ |
| 1968.4.1  | 1968.10.5 | （放送なし）            | FNNニュース最終版                  | FNNニュース最終版                    | FNNニュース最終版                    |
| 1968.10.6 | 1977.4.3  | FNNニュース・明日の天気 | FNNニュース最終版                  | FNNニュース最終版                    | FNNニュース最終版                    |
| 1977.4.4  | 1987.3.31 | FNNニュース・明日の天気 | FNN西日本新聞ニュースレポート23:00 | FNN西日本新聞ニュースレポート23:30   | FNN西日本新聞ニュースレポート23:30   |
| 1987.4.1  | 1987.9.30 | FNNニュース・明日の天気 | TNCニュース工場                    | TNCニュース工場                      | TNCニュース工場                      |
| 1987.10.1 | 1988.3.31 | FNNニュース・明日の天気 | TNC DATE LINE                      | TNC DATE LINE                        | TNC DATE LINE                        |
| 1988.4.1  | 1990.3.31 | FNNニュース・明日の天気 | TNC DATE LINE ニュース最終版       | TNC DATE LINE ニュース最終版         | TNC DATE LINE ニュース最終版         |
| 1990.4.1  | 1994.3.31 | FNNニュース・明日の天気 | TNC NEWSCOM                        | TNC NEWSCOM                          | TNC NEWSCOM                          |
| 1994.4.1  | 1995.3.26 | FNNニュース・明日の天気 | ニュースJAPAN                      | スポーツWAVE                         | スポーツWAVE                         |
| 1995.3.27 | 1997.3.30 | FNNニュース・明日の天気 | ニュースJAPAN                      | FNNニュース最終版                    | FNNニュース最終版                    |
| 1997.3.31 | 1998.3.29 | FNNニュース・明日の天気 | ニュースJAPAN                      | ニュースJAPAN WEEKEND                | ニュースJAPAN WEEKEND                |
| 1998.3.30 | 2001.3.25 | FNNレインボー発         | ニュースJAPAN                      | ニュースJAPAN WEEKEND                | ニュースJAPAN WEEKEND                |
| 2001.3.26 | 2003.3.30 | FNNレインボー発         | ニュースJAPAN                      | ニュースJAPAN WEEKEND                | FNN EZ!TV NEWS                       |
| 2003.3.31 | 2004.9.26 | FNNレインボー発         | ニュースJAPAN                      | 感動ファクトリー・すぽると!&ニュース | 感動ファクトリー・すぽると!&ニュース |
| 2004.9.27 | 2014.3.30 | FNNレインボー発         | ニュースJAPAN                      | ニュース&すぽると!                   | ニュース&すぽると!                   |
| 2014.3.31 | 2015.3.29 | FNN NEWS Pick Up        | ニュースJAPAN                      | ニュース&すぽると!                   | ニュース&すぽると!                   |
| 2015.3.30 | 2016.3.27 | こんやのニュース        | あしたのニュース                   | ニュース&すぽると!                   | ニュース&すぽると!                   |
| 2016.3.28 | 2016.4.3  | こんやのニュース        | あしたのニュース                   | スポーツLIFE HERO'S                  | スポーツLIFE HERO'S                  |
| 2016.4.4  | 2016.10.2 | こんやのニュース        | ユアタイム                         | スポーツLIFE HERO'S                  | スポーツLIFE HERO'S                  |
| 2016.10.3 | 2017.10.1 | ユアタイム クイック     | ユアタイム                         | スポーツLIFE HERO'S                  | スポーツLIFE HERO'S                  |
| 2017.10.2 | 2018.3.31 | THE NEWSα Pick          | THE NEWSα                          | スポーツLIFE HERO'S                  | スポーツLIFE HERO'S                  |
| 2018.4.1  | 2019.3.31 | （放送なし）            | FNNプライムニュース α              | S-PARK                               | S-PARK                               |
| 2019.4.1  | 2024.3.24 | （放送なし）            | FNN Live News α                    | S-PARK                               | S-PARK                               |
| 2024.3.25 | 現在      | （放送なし）            | FNN Live News α                    | すぽると!                            | すぽると!                            |

### 現在の担当
原則として『FNN Live News α』『すぽると!』などのTNCエリア枠もローテーションで担当するほか、『報道ワイド 記者のチカラ』『福岡NEWSファイル CUBE』でのリポートもこなす。
- 柿木綾乃（契約社員、元熊本放送）
- 花村枝里（契約社員、元琉球放送、長崎国際テレビ）
- 永野小夜子（契約社員、元ケーブルステーション福岡）
- 西方沙和子（契約社員、元長野放送）

まれに担当できず場合は他のTNCアナウンサーが入る（契約社員の担当機会は稀）。主に部長の田久保尚英が出るケースが多い。

### 過去の主な担当
アナウンサー
- 池崎美盤
- 永谷裕香
- 津野瀬果絵
- 畑野優理子
- 出口麻綾
- 牧尾結衣
- 新垣泉子
- 山口喜久一郎（正社員、平日 16:50 - 16:53担当）
- 四位知加子（正社員、平日 14:50 - 14:53担当）

契約キャスター
- 花村多恵子
- 井上裕子
- 板井環奈（元：NHK大分放送局キャスター）
- 石橋益由規（元：テレビ熊本報道部記者）
- 正福里奈（元：RKBラジオスナッピー）
- 岩永暁子（元：テレビ熊本、現宮崎放送報道部記者）
- 松尾恵子（元：宮崎放送）
- 金子由香梨（元：沖縄テレビ）
- 三浦槇
- 須河内雅子（元：山口朝日放送）
- 黒木香（旧姓：弘中。元：テレビ長崎）
- 瀬山英子（元：テレビ熊本）
- 高岡尚代（元：NHK熊本放送局キャスター）
- 高橋優子（元：長崎文化放送）
- 竹島七美（旧姓：河野）
- 春山恵理（契約社員、元：テレビ長崎）
- 前田恵
- 室屋典子（現名：山下のりこ）
- 松崎さとみ
- 三瓶晶子（契約社員、元：テレビ愛媛）
- 吉岡美瑞穂（元：NHK鳥取放送局キャスター）
- 吉谷あゆ
- 竹平晃子
- 森久珠江
- 石橋友恵（契約社員）
- 桑原麻衣（契約社員）
- 矢野美沙（契約社員、元：富山テレビ）
- 毛利千亜樹（契約社員、元：NHK契約キャスター）